# 杨传松
杨传松（1957年10月—）山东泰安人，中国人民解放军少将。

## 生平
1976年3月参加中国人民解放军。历任战士，干事，教导员，团政治处主任，团政治委员，旅政治委员，第二炮兵总医院政治委员。2009年任第二炮兵装备研究院政治委员。2013年7月任第二炮兵第二十二基地政治委员。2013年10月任第二炮兵工程大学政治委员。2013年12月任总参谋部军训部政治委员。2014年12月任总参谋部政治部主任。2016年1月任中央军委联合参谋部政治工作局主任。2017年6月任中央军委联合参谋部参谋长助理，2018年卸任。他是中共十九大代表，第十三届全国政协委员。
2010年7月晋升少将军衔。